# دنیای تاریکی (مندائیسم)
دنیای تاریکی (ࡀࡋࡌࡀ ࡖࡄࡔࡅࡊࡀ|ࡀࡋࡌࡀ ࡖࡄࡔࡅࡊࡀ  |alma ḏ-hšuka) دنیای مردگان واقع در زیر تیبیل (زمین) است. پادشاه آن اور (مندائیسم) (لویاتان) و ملکه آن روحا (اساطیر)، مادر هفت سیاره‌ها و دوازده منطقةالبروج بر آن حکومت می‌کنند.